# Stenebergs sockerbruk
Stenebergs sockerbruk var en sockertillverkare i Gävle vars ladugårdsliknande fabrikslokal finns bevarad. Byggnaden är timrad i två våningar med två separata vindar. Det branta taket är tegeltäckt och hade ursprungligen fem skorstenar. Lokalen blev ett byggnadsminne 1977.
Sockerbruket är en av stadens äldsta industrier och grundades 1739. Man köpte genast marken där industribyggnaden skulle anläggas. Trakten var sparsamt bebyggd, men det fanns en större gård med trädgårdar och en hälsobrunn i området. Brunnen var i fortsatt användning fram till slutet av 1700-talet. Bygget stod klart samma år och genomfördes efter ritningar av slottsbyggmästare Peter Gerdes. Industrin använde importerat rörsocker som råvara vid tillverkningen. Övervåningens torkrum utrustades med tackjärnsugnar 1788. Verksamheten bedrevs alltjämt i liten skala och engagerade aldrig fler än sex drängar och en verkmästare. Bruket lades ned 1841, varefter byggnaden har använts som ölbryggeri, segelduksfabrik och lager. Gävle stad köpte sedan anläggningen 1893 och lät efterhand riva flera av kringbyggnaderna, men huvudbyggnaden har fått stå kvar i stort sett oförändrad.